# محمدرضا سلیمانی (بازیکن فوتبال)
محمدرضا سلیمانی اصل (زاده ۱۲ مرداد ۱۳۷۴) بازیکن فوتبال اهل ایران است که در باشگاه فوتبال فولاد خوزستان بازی می‌کند.
وی سابقه بازی برای باشگاه فوتبال پاس همدان، استقلال تهران و تیم ملی فوتبال جوانان ایران نیز در کارنامه دارد.
عملکرد خوب او در پست حملهٔ تیم امید استقلال تهران، با ۲۵ گل زده و ۷ پاس گل، موجب جذب او به تیم راه‌آهن یزدان شد.
در دورهٔ پانزدهم لیگ برتر با تنها ۱۱ بازی و در مجموع ۳۵۶ دقیقه بازی در زمین توانست یک گل و یک پاس گل را در کارنامه خود به ثبت برساند.

## دوران کودکی و نوجوانی
سلیمانی در شهرستان بهار استان همدان در خانواده ترک به دنیا آمد او از ۷ سالگی به فوتبال علاقه داشت و در تیم‌های نونهالان و نوجوانان حضور جدی داشت. از همان کودکی توانست عملکرد قابل قبولی را در گلزنی ارائه دهد. او در رده پایه در تیم‌هایی چون شهرداری و بهزیستی همدان نیز بازی می‌کرده‌است. کسب مقام نایب قهرمانی مدارس کشور از جمله افتخارات این بازیکن می‌باشد. در دوران نوجوانی سابقه حضور در تیم‌های جوانان شهرداری همدان و بزرگسالان شهرداری را در کارنامه نیز دارد.